# 2 Sextantis
2 Sextantis (2 Sex / HD 83425) es una estrella de magnitud aparente +4,69. Pese a su nombre, no se localiza dentro la constelación de Sextans, el sextante, sino en la vecina Hidra.
De acuerdo a la nueva reducción de los datos de paralaje de Hipparcos, se encuentra a 295 ± 8 años luz de distancia del sistema solar.
Como otras muchas estrellas del cielo nocturno —por ejemplo Alfard (α Hydrae), ν Hydrae o π Hydrae, todas en la constelación de Hidra— 2 Sextantis es una gigante naranja.
Tiene tipo espectral K3III y una temperatura efectiva de 4120 K.
Su diámetro angular, medido de forma indirecta en distintas longitudes de onda y considerando el oscurecimiento de limbo, es de 2,64 ± 0,03 milisegundos de arco; ello permite evaluar su diámetro real, resultando ser éste 26 veces más grande que el diámetro solar, valor que concuerda bien con el obtenido por modelos teóricos (24 radios solares).
Muestra una metalicidad —abundancia relativa de elementos más pesados que el helio— aproximadamente la mitad de la que tiene el Sol ([Fe/H] = -0,29).
Es 182 veces más luminosa que el Sol y tiene una masa estimada un 34% mayor que la masa solar.